# Gustav Siehr

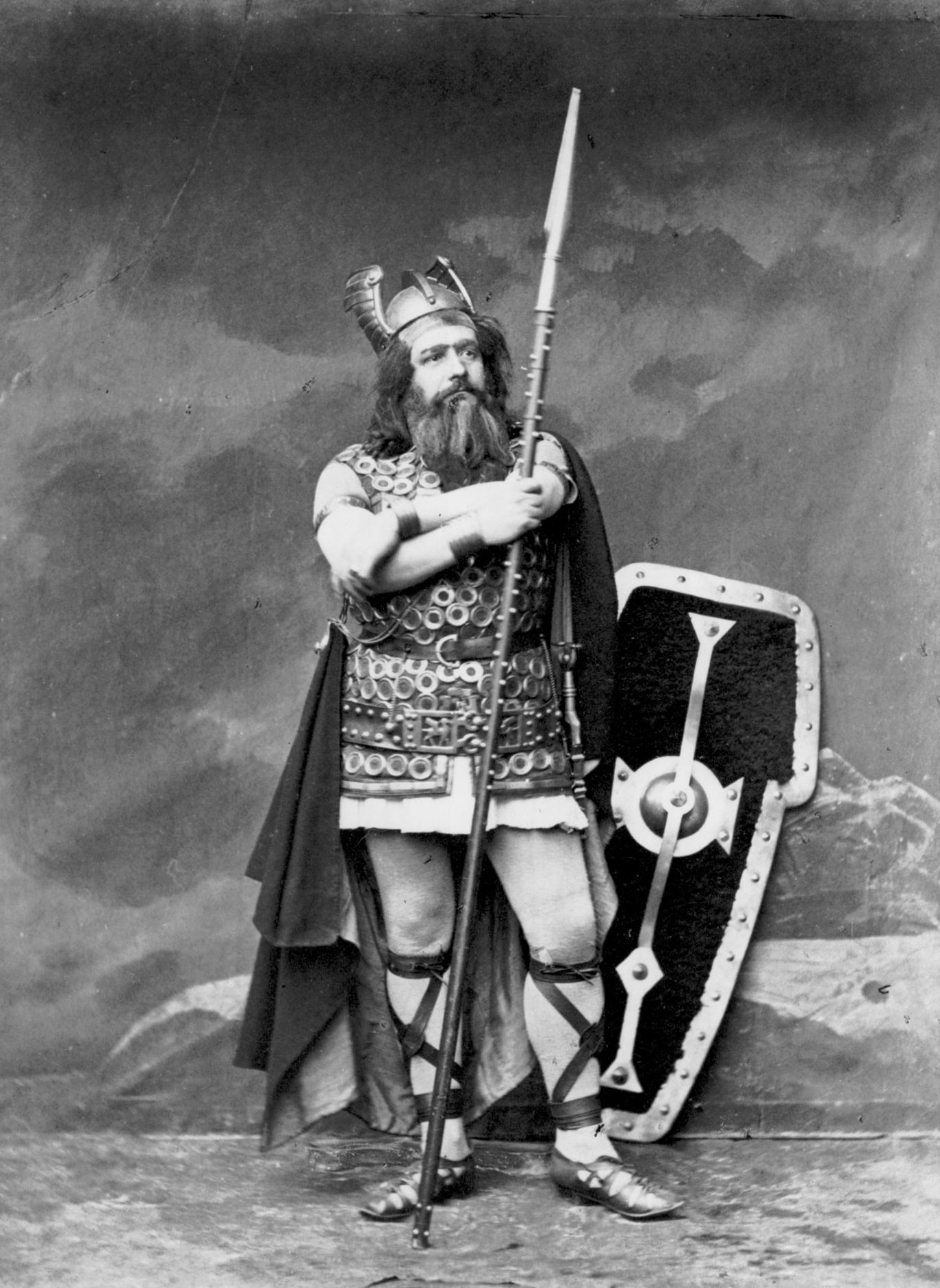
Gustav Siehr als Hagen in Wagners Götterdämmerung, Bayreuther Festspiele 1876 (Foto: Joseph Albert)

Gustav Siehr (* 17. September 1837 in Arnsberg, Provinz Westfalen; † 18. Mai 1896 in München) war ein deutscher Hofopern- und Kammersänger der Stimmlage Bass.

## Leben

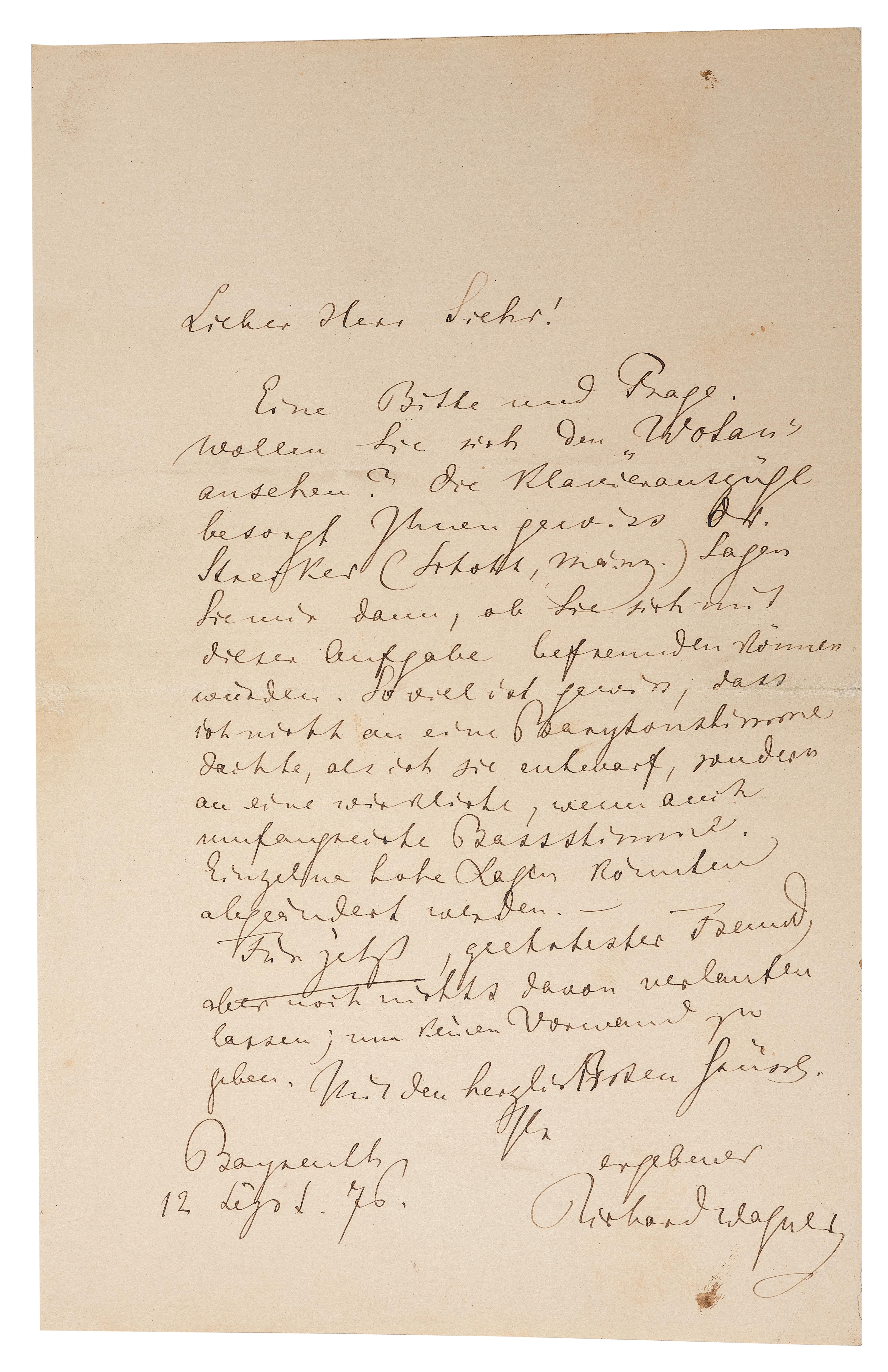
Ein Brief Richard Wagners an Gustav Siehr, 12. September 1876. Auszug: Eine Bitte und Frage. Wollen Sie sich den „Wotan“ ansehen?

Als Sohn eines Oberregierungsrats studierte Siehr zunächst Medizin an der Albertus-Universität Königsberg. 1858 wurde er Mitglied des Corps Littuania. Als Inaktiver wechselte er an die Universität Jena und die Friedrich-Wilhelms-Universität zu Berlin. In Berlin entschloss er sich zur Ausbildung seiner Stimme bei Julius Krause und Heinrich Dorn. 1863 debütierte er in Neustrelitz in Bellinis Norma. 1864–65 war er am Deutschen Opernhaus Göteborg, 1865–70 am Deutschen Theater Prag, 1870–81 am Hoftheater Wiesbaden. 1881 ging er an die Hofoper München, deren Mitglied er bis zu seinem Lebensende blieb. Siehr galt als großer Interpret der Opern von Richard Wagner. Er sang wiederholt bei den Bayreuther Festspielen, so als Hagen in der Uraufführung der Götterdämmerung am 17. August 1876 bei den ersten Festspielen, als Gurnemanz im Parsifal bei den Festspielen 1882–84, 1886 und 1889 sowie als König Marke bei der Premiere von Tristan und Isolde bei den Festspielen 1886. Den Gurnemanz sang er auch bei den Privataufführungen für den bayerischen König Ludwig II. im Nationaltheater München. Wagner schätzte den Sänger sehr. Seinen Gesangsvortrag und seine Kunst der Charakterisierung bezeichnete er als hervorragend.